# Charles Wyville Thomson
Sir Charles Wyville Thomson (FRSE FRS FLS FGS FZS) (5. marts 1830 – 10. marts 1882) var en skotsk naturhistoriker og havzoolog. Han var ledende videnskabsmand ombord på Challenger-ekspeditionen.